# Бандера, Андрей Михайлович
Андре́й Миха́йлович Банде́ра (укр. Андрій Михайлович Бандера; 11 декабря 1882, Стрый — 10 июля 1941, Киев) — священник Украинской греко-католической церкви, религиозный и общественный деятель, член Украинской Национальной Рады Западно-Украинской Народной Республики. Отец Степана Бандеры.

## Биография
Андрей Бандера родился в Стрые в 1882 году. В 1905 году он окончил Стрыйскую гимназию, а в 1907 году — богословский факультет Львовского университета.
Ещё в юности Андрей принимал активное участие в общественно политической жизни Галиции: был членом Научного общества имени Тараса Шевченко и Национально-демократической партии, занимался агитацией в период выборов в Австрийский парламент и Галицкий сейм.

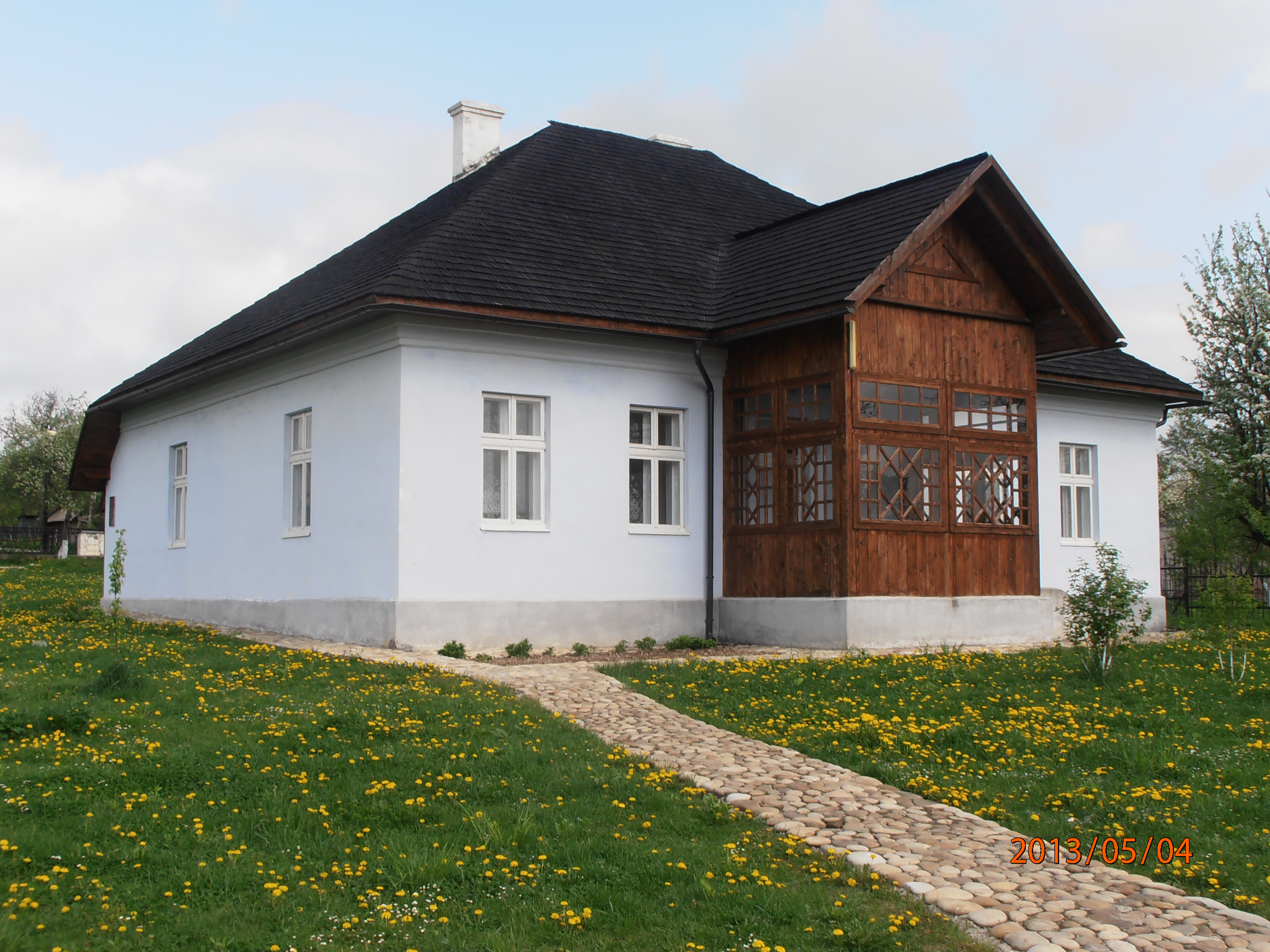
Дом Андрея Бандеры в Старом Угринове.

В 1906 году Андрей Бандера женился на Мирославе Глодзинской и стал священником села Старый Угринов, а с 1913 года — также и села Бережница.
Семейство Бандер не имело собственного жилья и проживало в служебном доме, принадлежавшем Украинской греко-католической церкви. Как вспоминал в автобиографии Степан Бандера, в большой и дружной семье царила «атмосфера украинского патриотизма и живых национально-культурных, политических и общественных интересов». Андрей был убеждённым украинским националистом и детей своих воспитывал в том же духе. Дома у Бандер была большая библиотека, в гости к главе семьи часто приезжали родственники и знакомые, принимавшие активное участие в украинской национальной жизни Галиции. Среди них были Павел Глодзинский (один из основателей крупных украинских хозяйственных организаций «Маслосоюз» и «Сельский господарь») и Ярослав Веселовский (депутат австро-венгерского парламента), а также известный в тот период скульптор Михаил Гаврилко и другие. Благодаря деятельности отца Андрея и помощи его гостей, в Старом Угринове были организованы читальня общества «Просвещение» (укр. «Просвіта») и кружок «Родная школа».
В 1917—1918 годах Андрей Бандера выступил в качестве одного из организаторов украинского восстания в Калушском уезде и занимался формированием из жителей окрестных сёл вооружённых отрядов. В 1919 году был избран членом Украинской Национальной Рады ЗУНР от Калушского повята. С началом польско-украинской войны вступил в Украинскую галицкую армию (УГА) в качестве капелла 9-го полка 3-й бригады 2-го корпуса УГА, который принимал участие в боях на Правобережной Украине против Красной армии и войск генерала Деникина. После поражения УГА вновь занял пост священника села Старый Угринов.
В 1928 году, после того, как отец Андрей провёл молебен по погибшим Сечевым стрельцам, против него было заведено уголовное дело по обвинению в выступлениях против существующей власти и нарушении гражданского порядка. В 1929 году дело было закрыто в связи с недостатком доказательств.
В 1930 году Андрея Бандеру вместе с сыном Степаном арестовали за подготовку встречи митрополита Шептицкого с верующими, в том же году они вышли на свободу. В 1931 году началось новое следствие по поводу стычки между римокатоликами и грекокатоликами, которых возглавлял Андрей Бандера; дело закрыли в 1933 году.
После присоединения Западной Украины к Украинской ССР в сентябре 1939 года ОУН неоднократно предлагала вывезти Андрея вместе с детьми, но он отказался, не желая покидать свой приход. 22 мая 1941 года Андрея Бандеру и двух его дочерей (Марту и Оксану) арестовали и отправили в Станислав. Через пять дней его переслали в Киев в 3-е управление НКВД УССР. По приговору трибунала на основании 54-й статьи уголовного кодекса УССР расстрелян 10 июля 1941 года. Реабилитирован в 1992 году. Место захоронения осталось неизвестным.